# خانه و موزه آتاتورک

## موقعیت جغرافیایی
خانه و موزه آتاتورک در محله ی Sekerhane در خیابان Azakoglu در شهر آلانیا ترکیه قرار دارد.

## ویژگی ها
این بنا یک خانه سنتی در آلانیا است که شامل سه طبقه چوبی و سنگ تراشی است که روی سطحی متقارن ساخته شده است که در آن تمام اتاق ها به یک منطقه نشیمن مرکزی باز می شود.
تاریخ ساخت این بنا مشخص نیست اما گفته شده که سازنده اصلی آن مردی به نام Beyri Usta بوده است.
این خانه که توسط Mr. Rifat Azakoglu به وزارت فرهنگ و گردشگری اهدا شده بازسازی و در سال 1987 به عنوان خانه و موزه ی آتاتورک برای همگان باز شد.
آتاتورک زمانی که در سال 1935 به آلانیا آمد از این خانه بازدید نمود و برای مدتی در این خانه استراحت کرد.
در طبقه ی اول موزه تصویرها و کالاهای شخصی آتاتورک از موزه ی آرامگاه آتاتورک در آنکارا وجود دارد مانند تلگرافی که اتاتورک در زمان حیاتش به آلانیا فرستاد.
در بین 15 کالای شخصی آتاتورک در موزه یک پیراهن، یک یقه، یک جفت جوراب، یک ژاکت نطامی‚ یک جفت لباس خواب، یک شال گردن، یک لباس صبحگاهی، یک برس کفش، یک چنگال و یک مجموعه چاقو وجود دارد.
اتاق های طبقه ی دوم با مبلمان ها و اشیای قومی حاکی بر سنت های منطقه ی آلانیا تزیین شده است.
این اتاق ها شامل یک تختخواب‚ اتاق بچه‚ اتاق نشیمن‚ اتاق مهمان و اتاق مطالعه است.